# 黃尾平鮋
黃尾平鮋，為輻鰭魚綱鮋形目鮋亞目平鮋科的其中一種，為溫帶海水魚，分布於東北太平洋阿拉斯加Unalaska島至美國加州聖地牙哥海域，棲息深度0-549公尺，體長可達66公分，棲息在陡峭岩礁底層水域，成群活動，卵胎生，幼魚具漂浮性，以甲殼類、頭足類及魚類為食，生活習性不明，可做為食用魚、遊釣魚及觀賞魚。